# Sierra Nevada (Verenigde Staten)
De Sierra Nevada (Spaans voor 'besneeuwde bergketen', in het Engels uitgesproken als [siˈɛrə nɨˈvɑːdə] of [nɨˈvædə]) is een gebergte in het westen van de Verenigde Staten tussen de vruchtbare Central Valley van Californië in het westen en de woestijnachtige Basin and Range Province in het oosten. Het gebergte ligt voornamelijk op het grondgebied van Californië, al ligt een deel, de Carson Range, voor het merendeel in de buurstaat Nevada.
De Sierra Nevada, ter plaatse veelal de 'Sierra' genoemd, is een langgerekt gebergte dat min of meer van noord naar zuid loopt. Het is ongeveer 640 km lang en gemiddeld 110 km breed. Er liggen verschillende belangrijke natuurgebieden en bezienswaardigheden in de Sierra Nevada. Lake Tahoe is het grootste alpiene meer van Noord-Amerika en Mount Whitney de hoogste berg van de 48 aaneengesloten staten. Naast twee nationale monumenten en twintig wildernisgebieden, telt het gebied ook drie nationale parken: Yosemite, Sequoia en Kings Canyon National Park.
De aard van de Sierra Nevada wordt sterk bepaald door de geologie en ecologie van het gebied. Meer dan 100 miljoen jaar geleden vormde graniet de diepe ondergrond. Vanaf zo'n 4 miljoen jaar geleden werd de bergketen omhooggeduwd. Door gletsjererosie kwam het graniet opnieuw bloot te liggen, wat resulteerde in de kenmerkende lichte bergtoppen en kliffen van de Sierra. Door het gevarieerde landschap, met verschillende hoogtes en klimaten, herbergt het landschap nu een grote variëteit aan leven.

## Geografie
Het gebied strekt zich uit over een lengte van 640 kilometer, van Fredonyer Pass in het noorden tot Tehachapi Pass in het zuiden.

### Bezienswaardigheden
- Lake Tahoe is een groot en helder zoetwatermeer in het noorden van de Sierra Nevada. Het bevindt zich op een hoogte van 1897 meter en heeft een oppervlakte van 489 km². Lake Tahoe bevindt zich tussen de Sierra Nevada en de Carson Range.
- Hetch Hetchy Valley, Yosemite Valley, Kings Canyon, Tehipite Valley en Kern Canyon zijn onder het publiek bekende canyons in het westelijke deel van de Sierra Nevada die door gletsjers gevormd zijn.
- Yosemite National Park met granieten domes en watervallen.
- Mammoetbomen (Sequoiadendron giganteum), de grootste bomen ter wereld, komen voor in het westen van de keten.

## Natuur
De flora en fauna van de Sierra Nevada zijn verdeeld in vegetatiezones, die gedeeltelijk afhankelijk zijn van de hoogte. Vanwege het grote verschil in neerslag is er bovendien een groot verschil tussen de oost- en westkant van het gebergte.
Aan de oostkant bestaat de begroeiing tussen de 1500 en 2100 m hoogte uit open, struikachtig den- en jeneverbos (Pinyon pine-Juniper woodland). Een opvallende zangvogel van deze ecozone is de blauwe pinyongaai (Gymnorhinus cyanocephalus). De ondergroei wordt begraasd door dikhoornschapen.
Daarboven begint de montane zone, waarvan het onderste deel aan de oostkant van de Sierra Nevada tussen de 2100 en 2600 m ligt. Dezelfde vegetatie groeit aan de westkant tussen de 1000 en 2100 m. De begroeiing bestaat uit verscheidene soorten dennen, waaronder Pinus ponderosa en Pinus jeffreyi, de eikensoort Quercus kelloggii, de conifeer Calocedrus en de mammoetboom. Onder de vogels die in dit bos leven zijn de grijze junco (Junco hyemalis) en Gambels mees (Parus gambeli). Er leven ook boomeekhoorns (in het oosten van de V.S. komt alleen de westelijke grijze eekhoorn voor), muildierherten en Amerikaanse zwarte beren.
Het bovenste deel van de montane zone ligt ongeveer rond de 2100 tot 2700 m aan de westzijde, en rond de 2600 tot 3100 m aan de oostzijde van het gebergte. De begroeiing bestaat uit naaldbos van de dennensoort Pinus contorta, de zilverspar Abies magnifica, de hemlockspar Tsuga mertensiana en Juniperus occidentalis. Onder de meest opvallende diersoorten zijn de heremietlijster, het waaierhoen, de laplanduil, de mantelgrondeekhoorn en marters.
Boven de montane zone begint de subalpiene zone. Deze ligt op 2700-3100 meter hoogte aan de westkant en 3100-3500 meter hoogte aan de oostkant. Het bos hier is opener en bestaat uit struikachtige dennen als Pinus albicaulis en Pinus balfouriana. De Amerikaanse notenkraker is een in deze bomen levende vogelsoort.
In de alpiene zone groeien geen bomen meer. De boomgrens ligt op meer dan 3100 meter hoogte aan de westkant en meer dan 3500 meter hoogte aan de oostkant. Een opvallende plant is Polemonium viscosum. De weiden vormen het leefgebied van kleine zoogdiersoorten als fluithazen, de grondeekhoorn Spermophilus beldingi, de geelbuikmarmot, en een ondersoort van het dikhoornschaap (Ovis canadensis sierrae).